# Temze
A Temze (angol Thames, óangol Temese, latin Tamesis) folyó Anglia déli részén. Kemble-nél ered és a Londoni-medencén keresztülhaladva az Északi-tengerbe folyik. Az Egyesült Királyság egyik legfontosabb víziútja.
A Temze útja során 9 angol grófságot (county) érint, 20 mellékfolyója van és 134 híd ível át rajta. Áramlásának sebessége 1–3 csomó (kb. 2–6 km/óra) között mozog.
Gazdag élővilága volt a 19. század közepéig, beleértve a homárt, az angolnát és a tengeri pisztrángot is, azonban az ipari forradalom nyomán a vízszennyezés egy évszázadra halott folyóvá tette. A 20. század közepétől a környezetvédelmi intézkedések nyomán fokozatosan újra megjelent vizében az élővilág.
A középkorban, különösen a kis jégkorszak idején a folyó rendszeresen befagyott. Jegén vásárokat, népünnepélyeket, korabeli sportrendezvényeket tartottak. A folyó utoljára 1814-ben fagyott be teljesen; utána a folyószabályozás, az áramlás útjában lévő akadályok eltávolítása meggyorsította folyását, így a jég nem állt be. Később már a globális felmelegedés kezdete is kizárta a jégtakaró kialakulását.

## Források

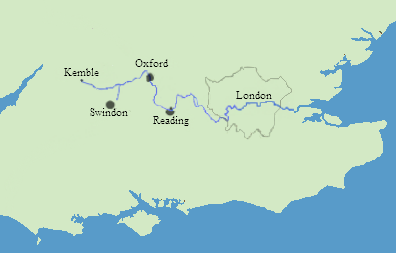